# Yên Hợp, Quỳ Hợp
Yên Hợp là một xã thuộc huyện Quỳ Hợp, tỉnh Nghệ An, Việt Nam.
Xã Yên Hợp có diện tích 51.07 km², dân số năm 1999 là 5109 người, mật độ dân số đạt 100 người/km².